# آل عامر ناصر (بني ضبيان)

تعديل مصدري - تعديل

آل عامر ناصر هي إحدى قرى عزلة بني ضبيان بمديرية بني ضبيان التابعة لمحافظة صنعاء، بلغ تعداد سكانها 0 نسمة حسب تعداد اليمن لعام 2004.